# العمل الجنسي للمهاجرين
العمل الجنسي للمهاجرين هو العمل الجنسي الذي يقوم به العمال المهاجرون. وهذا الأمر مهم بسبب دوره كفئة ديموغرافية مهيمنة في مجال العمل الجنسي على المستوى الدولي. وهي تتميز بخصائص مشتركة عبر سياقات مختلفة، مثل الهجرة من المناطق الريفية إلى المناطق الحضرية ومن الدول النامية إلى الدول الصناعية، والعوامل الاقتصادية التي تساعد في تحديد وضع المهاجر. وكانت العاملات في مجال الجنس المهاجرات أيضًا موضوع مناقشات تتعلق بشرعية العمل الجنسي، وارتباطه بالاتجار بالجنس، وآراء الحكومات الوطنية والمنظمات غير الحكومية حول تنظيم العمل الجنسي وتوفير الخدمات لضحايا الاتجار بالجنس.

## التركيبة السكانية والخلفية
إن الطبيعة غير القانونية لعمل المهاجرين في مجال الجنس تجعل من الصعب الحصول على تقديرات موثوقة وحاسمة للعاملين في مجال الجنس المهاجرين. ومع ذلك، اكتشف علماء الاجتماع اتجاهات هامة فيما يتعلق بهوية العاملين في مجال الجنس المهاجرة. في حين أن المهاجرين الذين يعملون في الزراعة أو البناء هم من الذكور إلى حد كبير، فإن المهاجرين الذين يشاركون في أعمال الجنس التجاري هم في الغالب من الإناث الذين تتراوح أعمارهم بين أوائل سن المراهقة ومنتصف العمر. تشكل العاملات في مجال الجنس المهاجرات نسبًا كبيرة من تعداد العاملات في مجال الجنس في العديد من البلدان، حيث تتراوح التقديرات من 37% في المملكة المتحدة إلى 90% في إسبانيا.
تتنوع العاملات في مجال الجنس المهاجرات من حيث جنسياتهن الأصلية. في سياقات وطنية معينة، مثل الإمارات العربية المتحدة، تأتي العاملات في مجال الجنس من مجموعة متنوعة من بلدان المنشأ، مثل روسيا ونيجيريا وتايلاند. على سبيل المثال، حوالي 60% من العاملين في مجال الجنس في المدن الهولندية الكبرى هم من النساء ذوات البشرة الملونة من الدول النامية. ونتيجة لذلك، فإن ما يميز العاملين في مجال الجنس المهاجرون عن العاملين في مجال الجنس المحليين هو في المقام الأول وضعهم الاجتماعي والاقتصادي المنخفض، وفي المقام الأول وضعهم كمهاجرين غير شرعيين، ومهاراتهم اللغوية الضعيفة. ويؤدي هذا إلى تهميشهم بشكل متكرر في القطاعات غير المنظمة والخطيرة في صناعة الجنس.

## أسباب الهجرة والعمل في مجال الجنس

### أسباب الهجرة
غالبا ما يكون الوضع الاقتصادي المنخفض وظروف المعيشة القاسية في بلدان العاملين في مجال الجنس المهاجرة بمثابة عوامل دفع للهجرة إلى دول تتمتع بميزة اقتصادية أكبر. لقد أصبحت الهجرة الواسعة النطاق بين بلدان العالم الثالث والأول استجابة لتراجع الآفاق الاقتصادية في الداخل أمرًا شائعًا منذ أن أدت العولمة الاقتصادية إلى توسيع فجوة الدخل بين الدول المتقدمة والنامية. ونتيجة لذلك، تضاعف عدد المهاجرين الدوليين بين عامي 1960 و2005. أصبحت هذه الهجرة الدولية ذات طابع أنثوي بشكل متزايد، حيث تشكل الإناث 50% من جميع المهاجرين الدوليين.

#### أسباب العمل الجنسي
يدخل المهاجرون في مجال العمل الجنسي لأسباب متنوعة. تهاجر المهاجرات إلى حد كبير للحصول على وظائف في قطاع الرعاية، مثل العمل المنزلي، ورعاية الأطفال، والعمل الجنسي، على عكس الذكور الذين ينخرطون في أعمال أكثر تطلبًا جسديًا، مثل البناء والزراعة. ربما كان بعض المهاجرين يعتزمون في الأصل العمل في الجنس التجاري بينما وجد آخرون أنفسهم يتجهون إلى الجنس التجاري بعد فشل وسائل العمل البديلة أو ثبوت أنها أقل ربحية. وقد ينخرط آخرون في العمل الجنسي نتيجة لمواقف تتعلق بالحاجة إلى سداد الديون المستحقة أثناء الهجرة أو الرسوم لمجموعة واسعة من الوسطاء الذين قد يساعدون في تأمين الأوراق وممرات السفر وأماكن العمل.
بالنسبة للنساء اللاتي ينخرطن في الهجرة من الريف إلى المناطق الحضرية في الدول النامية ذات المناطق التجارية الحرة المتنامية واستيراد رأس المال المالي الأجنبي والسياحة، فإن العمل الجنسي غالبًا ما يكون أكثر ربحية من أشكال العمل البديلة، مثل العمل في التصنيع أو في المصانع [الإنجليزية] التي تتعاقد من الباطن مع شركات أجنبية. يمكن للنساء اختيار ممارسة الجنس التجاري بدلاً من هذه الأشكال من العمل، أو استخدام العمل الجنسي لتكملة أنشطة العمل الأخرى، مثل العمل المنزلي.

## مشاكل في البيانات والبحث
وقد لاحظ العديد من الباحثين العدد المتزايد من الدراسات الأكاديمية، والتغطية الإعلامية، والتقارير الحكومية وغير الحكومية عن العاملين في مجال الجنس المهاجرات، وضحايا الاتجار بالجنس، والتداخل بين هاتين المجموعتين. مع تنامي الشعور بوجود وباء دولي للاتجار بالجنس، كانت هناك محاولات عديدة لإحصاء عدد الأفراد الذين ينخرطون في نوع ما من الهجرة والعمل الجنسي، إما طوعاً أو قسراً. لكن العلماء والناشطين انتقدوا في كثير من الأحيان منهجيات هذه الدراسات والدوافع وراءها.

## خلط العمل الجنسي والاتجار بالجنس
نظرًا لأن الدعارة يمكن أن تكون موضوعًا سياسيًا للغاية يمثل مصالح سياسية مختلفة، فإن طريقة جمع البيانات واستخدام البيانات المجمعة يمكن أن تختلف في الموثوقية. في حين أن الأكاديميين والمنظمات والناشطين المؤيدين للعمل الجنسي يقيمون خطاً فاصلاً واضحاً بين العاملين في مجال الجنس وضحايا الاتجار بالجنس، فإن العديد من المجموعات الأخرى تعتبر أن الدعارة تفتقر بطبيعتها إلى عنصر تطوعي. يرى العديد من الناشطين المناهضين للعمل الجنسي أن أي شكل من أشكال الهجرة بغرض ممارسة الجنس التجاري يعد شكلاً من أشكال الاتجار بالبشر . ونتيجة لذلك، واعتمادًا على تعريف الإتجار بالبشر من قبل المنظمة أو جامع البيانات، فإن عدد العاملين في مجال الجنس المهاجرات أو ضحايا الإتجار بالجنس يمكن أن يتغير بشكل كبير اعتمادًا على ما إذا كانت هاتان الفئتان من الأفراد متداخلتين أم لا.
لا يزال العلماء ومقدمو الخدمات والممارسون الذين يحاولون البقاء غير سياسيين وخارج وجهات النظر النسوية حول الاتجار بالجنس والعمل الجنسي فيما يتعلق بالدعارة يلاحظون في كثير من الأحيان كيف أن التعريفات القانونية للاتجار بالبشر لا تزال غامضة للغاية بحيث لا يمكنهم تعريف وإحصاء الضحايا بكفاءة وحياد. ونتيجة لذلك، فإن من يعتبر عامل جنس مهاجر أو ضحية للاتجار بالجنس قد يختلف على نطاق واسع.

## عدم شرعية العمل الجنسي
إن الطبيعة غير القانونية للهجرة، أو العمل الجنسي، أو كلا العنصرين من العمل الجنسي للمهاجرين تجعل من الصعب الحصول على تقديرات موثوقة وحاسمة للعاملين في مجال الجنس المهاجرين. يطلق الباحثان جوري تيلدوم وأنيت برونوفسكي على العاملين في مجال الجنس اسم "السكان المخفيين"، ويعرّفانهم على أنهم "مجموعة من الأفراد لا يُعرف حجمهم وحدودهم، ولا يوجد إطار لأخذ العينات منهم". وتكمن أسباب عدم وجود إطار لأخذ العينات في الطبيعة غير القانونية والوصمة التي تتسم بها مهنة الجنس. من أجل حماية هويتهم من سلطات إنفاذ القانون وأفراد الأسرة، غالبًا ما لا يرغب العاملون في مجال الجنس في المشاركة في الدراسات والاستطلاعات التي قد تعرض خصوصيتهم وهويتهم للخطر.

## التنوع في العمل الجنسي للمهاجرين
كما أن العمل الجنسي للمهاجرين متنوع بشكل لا يصدق بسبب العدد الكبير من البلدان وسياقات الهجرة المعنية. لا توجد صورة إحصائية قابلة للتعميم عن الحياة اليومية للعاملات في مجال الجنس المهاجرات، وظروف معيشتهن وعملهن، وعلاقاتهن مع غيرهن من العاملات في مجال الجنس، أو العملاء، أو الوسطاء من أطراف ثالثة. من غير المرجح أن تتمكن الدراسات من التقاط التنوع الهائل في تجارب العاملين في مجال الجنس المهاجرة، وخاصة عندما يأتي الكثير منهم من عينات انتقائية، مثل مقدمي خدمات العاملين في مجال الجنس أو حتى مأوى لضحايا الاتجار بالبشر. ونتيجة لذلك، يحذر العديد من العلماء من قبول أي مسح أو دراسة حول العاملين في مجال الجنس باعتبارها قابلة للتعميم.

## العلاقة مع الإتجار بالبشر

### خطر الإتجار بالبشر
وبسبب وضعهم الاقتصادي غير القانوني والضعيف، قد يجد بعض العاملين في مجال الجنس المهاجرون أنفسهم في مواقف قد يكون فيها الإكراه والعمل الجنسي القسري حاضرين. وبموجب التعريفات القانونية الدولية للاتجار بالبشر، تعتبر أشكال العمل الجنسي القسرية والإكراه بمثابة حالات من الاتجار بالجنس غير الطوعي. ومع ذلك، يحذر العديد من العلماء من تصنيف العاملين في مجال الجنس على أنهم إما طوعيون تمامًا أو غير طوعيين تمامًا. غالبًا ما يزعمون أن العمل الجنسي، مثل أشكال العمل الأخرى، يمكن أن يمتد على طيف بين طرفي النقيض، حيث تقع معظم الظروف في المنتصف من خلال انتهاكات مختلفة لحقوق العمل. ومع ذلك، فإن ضعف العاملين في مجال الجنس المهاجرون قد يجعلهم عرضة لممارسات العمل الاستغلالية أو القسرية التي قد تشبه أو تكون بمثابة اتجار بالبشر.

### الخلط مع الإتجار بالبشر
بغض النظر عما إذا كان ينبغي اعتبار الاتجار بالبشر وعمل المهاجرين في مجال الجنس مفهومًا واحدًا أم لا محل جدال مثير للجدال بين الناشطات النسويات والمسؤولين الحكوميين والعلماء والمنظمات الدينية على مدى السنوات العشرين الماضية. يهيمن هذا النقاش حاليًا على قدر كبير من المناقشات العامة المحيطة بالاتجار بالبشر والعمل الجنسي. على أحد جانبي المناقشة، هناك نشطاء مناهضون للدعارة يخلطون بين عمل المهاجرين في مجال الجنس والاتجار بالبشر لأنهم لا يؤمنون بالدعارة الطوعية أو لأنهم ينظرون إلى أي هجرة لغرض العمل الجنسي باعتبارها اتجارًا بالبشر. لقد هيمن هذا المنظور إلى حد كبير على وجهات نظر الحكومات والمنظمات غير الحكومية السائدة تجاه الإتجار بالبشر في السياقات الدولية. وعلى الجانب الآخر من المناقشة، هناك الأكاديميون والناشطون المؤيدون لحقوق العاملين في مجال الجنس الذين يدعون إلى فصل العمل الجنسي الطوعي للمهاجرين عن الاتجار بالبشر غير الطوعي والتركيز بشكل أكبر على حقوق العمل والهجرة بدلاً من الاتجار بالبشر. تعمل هذه المجموعة على الاعتراف بحق المرأة في ممارسة العمل الجنسي كشكل مشروع للعمل، وحدود أكثر مرونة وانفتاحًا للمهاجرين، وتركيز أكبر على مجموعة ظروف العمل القسرية.
إن الربط بين العمل الجنسي والاتجار بالجنس هو أيضا موضوع قانوني مثير للجدل. يزعم العديد من الباحثين أن الأحكام القانونية الحالية التي تهدف إلى مكافحة الإتجار بالبشر، مثل قانون حماية ضحايا الإتجار في الولايات المتحدة وبروتوكول الأمم المتحدة لعام 2000 لمنع وقمع ومعاقبة الإتجار بالأشخاص، وخاصة النساء والأطفال، لا تأخذ في الاعتبار بشكل كاف تنوع ظروف وسياقات العاملين في مجال الجنس، سواء كانت طوعية أو غير طوعية. على سبيل المثال، يجب على المضيفات الفلبينيات اللاتي يهاجرن إلى اليابان للعمل في مجال الترفيه التنازل عن وثائقهن القانونية لمجنديهن أثناء عملية الهجرة. وفي حين يعتبر القانون عملية تسليم جواز السفر إلى وسيط طرف ثالث شرطاً من شروط الإتجار بالبشر، فإن العديد من العلماء والناشطين والعاملين في مجال الجنس أنفسهم لا يعتبرون هذا الأمر إتجاراً بالبشر، وخاصة عندما يوافق الأفراد على هذا الجزء من عملية الهجرة.
وقد ساهمت القضايا المحيطة بتعريف الإتجار بالبشر فيما يتصل بالعمل الجنسي ومواقف الهجرة في إثارة نقاش شديد الخلاف ولعبت دوراً بارزاً في هيكلة كيفية استجابة الحكومات للعاملين في مجال الجنس المهاجرين من حيث النظر إليهم كضحايا غير راغبين في ارتكاب جريمة أو كمجرمين أنفسهم.

## القضايا القانونية

### الهجرة والوضع القانوني
يهاجر العديد من العاملين في مجال الجنس المهاجرون بشكل غير قانوني أو يصبحون مهاجرين غير شرعيين بعد ترك أوضاعهم القانونية السابقة ووظائفهم من أجل العمل في مجال الجنس. إن وضع المهاجر غير الشرعي يمكن أن يقيد بشدة قدرة العاملين في مجال الجنس على الوصول إلى البدائل القانونية للعمل الجنسي، وأماكن العمل الجنسي القانونية، والخدمات الاجتماعية التي تقدمها الحكومة. والعواقب هي أن العاملين في مجال الجنس المهاجرون غير قادرين على اللجوء إلى سلطات إنفاذ القانون أثناء الاعتداءات الجنسية والاغتصاب أو الوصول إلى الخدمات المتاحة للعاملين في مجال الجنس الذين يتمتعون بوضع قانوني ومواطنة مناسبين. إن إمكانية مواجهة الترحيل والمشاعر المناهضة للهجرة تشكل طرقًا حاسمة لتهميش العاملين في مجال الجنس المهاجرة. يمكن للعمال المهاجرين الذين يهاجرون في البداية بوسائل قانونية أن يصبحوا مهاجرين غير شرعيين في انتهاك لتأشيراتهم إذا قرروا دخول العمل الجنسي.
إن العاملين في مجال الجنس المهاجرين الذين يتمتعون بوضع قانوني غير موجودين إلى حد كبير لسببين. أولاً، عادةً ما لا تسمح الحكومات التي لديها صناعات جنسية قانونية للأجانب بالمشاركة بشكل قانوني. نيوزيلندا وأستراليا مثالان يحظران على الأفراد الأجانب الذين يحملون تأشيرات مختلفة المشاركة في العمل الجنسي، مما يجعل الأفراد الذين يختارون القيام بذلك على أي حال غير قانونيين بموجب قانون الهجرة. ثانياً، تسمح الحكومات التي لا توجد فيها صناعات جنسية قانونية عادة بدخول الأجانب الذين يعملون حالياً في مجال البغاء أو لديهم تاريخ في ممارسة البغاء.

### شرعية العمل الجنسي
يختلف الوضع القانوني للعمل الجنسي باختلاف السياقات الوطنية المختلفة حول العالم. حددت الباحثة جاني تشوانج النماذج التنظيمية الأربعة التالية للدعارة:
- التجريم الكامل: حظر الدعارة على جميع الأطراف (البغايا، الزبائن، القوادين)
- التجريم الجزئي: حظر الدعارة على جميع الأطراف باستثناء البغايا. وهذا ما يعرف شعبيا باسم النموذج السويدي [الإنجليزية] الذي لا يجرم البغايا، بل يستهدف العملاء والقوادين.
- إلغاء التجريم: لا يعتبر الدعارة جريمة. لا يتم تطبيق القانون إلا عندما تحدث أفعال بموجب القانون الجنائي.
- الشرعية: التنظيم النشط للدعارة من خلال الترخيص، وتقسيم المناطق، والتدابير الصحية الإلزامية.

غالبًا ما يزعم أنصار تقنين الدعارة أن التقنين من شأنه أن يوفر التنظيم والفوائد لصناعة تعاني من التأثيرات الخارجية السلبية كنتيجة مباشرة لوضعها غير القانوني، مثل عدم قدرة العاملين في مجال الجنس على اتخاذ إجراءات قانونية ضد العملاء العنيفين أو ظروف العمل الاستغلالية. يزعم أنصار التجريم الجزئي أن جعل فعل شراء الجنس، بدلاً من بيعه، غير قانوني من شأنه أن يلغي العقوبات غير المتكافئة التي يشعر بها العاملون في مجال الجنس تقليديًا، وخاصة عندما لا يشاركون طواعية في الجنس التجاري.
ومع ذلك، فإن تقنين العمل الجنسي لا يعني أن جميع العاملين في مجال الجنس يستفيدون منه. وحتى في الحالات التي يلغى فيها تجريم العمل الجنسي وإضفاء الشرعية عليه، كما هو الحال في الدنمارك، فإن عمال الجنس المهاجرين غالبا ما يتأثرون سلبا. في هولندا، حيث يقنن العمل الجنسي، فإن الفوائد القانونية لا يحصل عليها إلا العاملون في مجال الجنس الذين يتمتعون بوضع قانوني أو الجنسية الهولندية. ونتيجة لذلك، فإن المهاجرين غير الشرعيين العاملين في مجال الجنس، والذين يشكلون ما بين 50% و60% من إجمالي العاملين في مجال الجنس، لا يستطيعون الوصول إلى المؤسسات المرخصة والمنظمة، ويجدون أنفسهم مدفوعين إلى قطاعات غير قانونية وخطيرة محتملة من العمل الجنسي.

## الاستجابات للهجرة والعمل الجنسي

### رد الحكومة
استجابت الحكومات الوطنية لعمل المهاجرين في مجال الجنس على نحو مماثل للطريقة التي استجابت بها للهجرة الجماعية. وقد اشتعلت المشاعر المعادية للهجرة في العديد من البلدان المستقبلة للهجرة الجماعية، مثل الولايات المتحدة. وبلدان أوروبية مختلفة، مثل فرنسا. إلى جانب هذه المشاعر السلبية، هناك مواقف سلبية موجهة نحو المهاجرين الذين يعملون في مجال الجنس، مع المخاوف بشأن علاقة العمل في مجال الجنس بالجريمة المنظمة عبر الوطنية، والأمراض المنقولة جنسياً، والمعايير الأخلاقية المنخفضة. وقد استجابت الدول بتشديد الرقابة على حدودها وترحيل العاملات في مجال الجنس المهاجرات.
وقد تختلف استجابة الدولة بناء على المواقف المناهضة للاتجار بالبشر التي تسود في كثير من الأحيان. تعامل بعض الدول العاملين المهاجرين في مجال الجنس بشكل مختلف إذا اعتبرتهم ضحايا للاتجار بالبشر وليسوا عاملين متطوعين في مجال الجنس. توفر بعض الحكومات، مثل حكومة الولايات المتحدة، خدمات قانونية وصحية للأفراد الذين يمارسون الجنس التجاري إذا ثبت رسميًا من قبل سلطات إنفاذ القانون أن هؤلاء الأفراد ضحايا للاتجار بالبشر.

### استجابة المنظمات غير الحكومية
تركزت استجابة المنظمات غير الحكومية إلى حد كبير على نشاط مكافحة الإتجار بالبشر وتوفير الخدمات التي قد تشمل أيضاً العاملين في مجال الجنس من المهاجرين. تركزت معظم استجابة المنظمات غير الحكومية لعمل المهاجرين في مجال الجنس على زيادة الوعي بمشاكل الإتجار بالبشر. لعبت المنظمات غير الحكومية المناهضة للاتجار بالبشر دورًا في توفير الخدمات الصحية ووسائل منع الحمل. وتوجد أيضًا منظمات للتواصل مع العاملين في مجال الجنس في مجالات الصحة العامة والعالمية. وتستهدف المنظمات غير الحكومية أيضًا على نطاق واسع العاملين في مجال الجنس المهاجرين بسبب ارتفاع مخاطر إصابتهم بالأمراض المنقولة جنسياً ونقلها. إنهم يقدمون خدمات مثل توفير وسائل منع الحمل في شكل الواقيات الذكرية، وإشراك العاملين في مجال الجنس في الفصول التعليمية المتعلقة بالصحة الجنسية وغيرها من أشكال الصحة البدنية، وتوفير اختبارات فيروس نقص المناعة البشرية والأمراض المنقولة جنسياً الأخرى. 
وفي بعض السياقات، مثل الولايات المتحدة، لعبت المنظمات غير الحكومية دوراً في تسهيل حصول المهاجرين غير النظاميين على الوضع القانوني [الإنجليزية] وفي نهاية المطاف الإقامة الدائمة أو الجنسية. ومع ذلك، فإن هذه الفوائد القانونية غالبا ما تكون متاحة فقط للأفراد الذين يستطيعون إثبات أن مشاركتهم في العمل الجنسي التجاري كانت غير طوعية وتشكل شكلا من أشكال ضحايا الاتجار بالبشر. ومن ناحية أخرى، تشجع بعض الحملات التي تديرها المنظمات غير الحكومية العاملين في مجال الجنس المهاجرين على العودة إلى بلدانهم الأصلية.
كما شجع تقرير مكتب الولايات المتحدة لمراقبة ومكافحة الاتجار بالبشر عن [الإنجليزية] الاتجار بالبشر على وجود منظمات غير حكومية تعمل على مكافحة الاتجار بالبشر. إن أحد المكونات البارزة في تصنيف تقرير الاتجار بالبشر لاستجابة البلدان للاتجار بالبشر هو مشاركة هذه البلدان وتشجيعها لجهود المجتمع المدني والمنظمات غير الحكومية في مكافحة الاتجار بالبشر.

### المدافعون عن حقوق العاملين في مجال الجنس المهاجرة
كانت هناك أيضًا منظمات تدعم صراحةً حقوق العاملين في مجال الجنس المهاجرين، وكثير منها عبارة عن مجموعات حقوق العاملين في مجال الجنس، فضلاً عن منظمات حقوق الإنسان وحقوق المهاجرين وحقوق المثليين والمثليات ومزدوجي الميل الجنسي والمتحولين جنسياً ووكالات الأمم المتحدة والأكاديميين. وتطالب هذه المجموعات في المقام الأول بالاعتراف بالعمل الجنسي كشكل مشروع للعمل وحقوق العمال المهاجرين ووضعهم القانوني. وتدعو العديد من هذه المنظمات غير الحكومية إلى تبني سياسات هجرة أكثر إنسانية لا تضر بالعاملين في مجال الجنس المهاجرين والمخاطر التي تصاحب وضعهم غير القانوني. وتشمل هذه المجموعات الشبكة العالمية لمشاريع العمل الجنسي، والتحالف العالمي ضد الإتجار بالنساء، والاتحاد الدولي للعاملين في مجال الجنس، واللجنة الدولية لحقوق العاملين في مجال الجنس في أوروبا.

## تأثير الولايات المتحدة على الاستجابات لعمل المهاجرين في مجال الجنس

### تقرير الإتجار بالبشر
تمارس وزارة الخارجية الأمريكية نفوذاً كبيراً على سياسات الهجرة والاتجار بالبشر التي تنتهجها الحكومات الأجنبية من خلال مكتب مراقبة ومكافحة الاتجار بالأشخاص ‏. يصدر مكتب مراقبة ومكافحة الإتجار بالأشخاص ‏ تقريرًا سنويًا عن الإتجار بالأشخاص يصنف جميع البلدان على أساس استجابتها وإجراءاتها فيما يتعلق بالإتجار بالبشر داخل حدودها وبينها.  وتستند تصنيفاتهم على ما إذا كانت الحكومة تعتبر متوافقة أم لا مع الحد الأدنى من المعايير الأمريكية للاستجابة للاتجار بالبشر، والتي وضحت في قانون حماية ضحايا الاتجار بالبشر. وفقًا لوزارة الخارجية الأمريكية، صنفت البلدان وفقًا للمعايير التالية:
- الدول من الفئة الأولى التي تلتزم حكوماتها بشكل كامل بالمعايير الدنيا لقانون حماية ضحايا الإتجار بالبشر (TVPA).
- الدول من الفئة الثانية: وهي الدول التي لا تمتثل حكوماتها بشكل كامل للمعايير الدنيا لقانون حماية ضحايا الاتجار بالبشر، ولكنها تبذل جهوداً كبيرة لجعل نفسها متوافقة مع تلك المعايير.
- قائمة المراقبة من المستوى الثاني: البلدان التي لا تمتثل حكوماتها بشكل كامل للمعايير الدنيا لقانون حماية ضحايا الاتجار بالبشر، ولكنها تبذل جهودًا كبيرة لجعل نفسها متوافقة مع تلك المعايير
- الفئة الثالثة: البلدان التي لا تلتزم حكوماتها بشكل كامل بالمعايير الدنيا ولا تبذل جهوداً كبيرة للقيام بذلك. يمكن أن يؤدي التصنيف في المستوى الثالث إلى فرض عقوبات كبيرة من قبل الحكومة الأمريكية، مثل معارضة المساعدة من مؤسسات المساعدة المالية الدولية وسحب المساعدات غير الإنسانية.[30]

يشكل التدفق الدولي للهجرة، فضلاً عن موقفها المسيحي المحافظ بشأن العمل الجنسي، محور فهم وزارة الخارجية الأميركية ومناقشتها لقضية الإتجار بالبشر. وفقًا لوزارة الخارجية، "على الرغم من أن الاتجار بالبشر لا يشمل الهجرة فقط، ولا يشكل الهجرة كلها اتجارًا بالبشر، فإن نقاط ضعف المهاجرين تجعلهم هدفًا مغريًا للمتاجرين بالبشر". وبالتالي، تلعب استجابات البلدان لظروف ضعف العمال المهاجرين دورًا محوريًا في تصنيف تقرير الاتجار بالبشر.
تستجيب الحكومات الوطنية لتصنيفات المستويين الثالث والثاني في قائمة المراقبة والعواقب المحتملة للعقوبات بعدة طرق. وتختلف هذه الاستجابات أيضًا في تأثيرها على العاملين في مجال الجنس المهاجرين. وتستجيب العديد من البلدان بفرض معايير هجرة أكثر تقييدًا أو لوائح هجرة أكبر، وكل هذا بهدف تحسين استجابة الدولة لمخاطر الاتجار بالبشر التي قد تصاحب الحدود المفتوحة. ومع ذلك، كانت تأثيرات هذه القواعد الجديدة متباينة عندما يتعلق الأمر بالرفاهية الفعلية للعاملين في مجال الجنس المهاجرين. على سبيل المثال، أطلقت كوريا الجنوبية، بعد تصنيفها في المرتبة الثالثة في تقرير الاتجار بالبشر لعام 2001، مسحاً وطنياً معمقاً لفحص ظروف العاملات الأجنبيات في مجال الجنس لديها. وعلى رأس هذا الجهد الجديد كان وزير في الحكومة كان يسعى في السابق إلى إلغاء الدعارة. وكانت النتيجة قانونًا وطنيًا يحظر دور وسطاء الهجرة من الأطراف الثالثة الذين لعبوا دورًا مهمًا في تسهيل عملية هجرة النساء إلى كوريا الجنوبية.

### تعهد مكافحة الدعارة
في عام 2003، أعلن الكونجرس الأمريكي تحت إدارة بوش عن خطة الرئيس الطارئة للإغاثة من الإيدز (PEPFAR)، وهي التزام بقيمة 15 مليار دولار على مدى خمس سنوات (2003-2008) من الولايات المتحدة لمحاربة فيروس نقص المناعة البشرية/الإيدز على المستوى الدولي. وفي محاولة لمكافحة الاتجار بالبشر والدور المفترض للاتجار بالجنس في نشر فيروس نقص المناعة البشرية/الإيدز، يعارض التشريع صراحة أي جهود لا تخلط بين الدعارة والاتجار بالجنس:
- "لا يجوز استخدام أي أموال [...] لتشجيع أو الدعوة إلى تشريع أو ممارسة الدعارة أو الاتجار بالجنس."
- "لا يجوز استخدام أي أموال [...] لتقديم المساعدة لأي مجموعة أو منظمة ليس لديها سياسة صريحة تعارض الدعارة والاتجار بالجنس."
- لا يجوز تفسير أي شيء في بند مكافحة الدعارة "لمنع" تقديم الخدمات للبغايا، بما في ذلك خدمات الاختبار والرعاية والوقاية، بما في ذلك الواقيات الذكرية.

يتضمن برنامج الرئيس الأمريكي الطارئة للإغاثة من الإيدز تعهداً بمكافحة الدعارة [الإنجليزية]، وهو تعهد يجب على المنظمات غير الحكومية والحكومات، مع استثناءات قليلة، التوقيع عليه للإعلان عن معارضتها للدعارة أو تقديم الخدمات للبغايا. وقد تعرض هذا التعهد لانتقادات شديدة من جانب المنظمات غير الحكومية العاملة في مجال مكافحة فيروس نقص المناعة البشرية/الإيدز، ونشطاء حقوق العاملين في مجال الجنس والمنظمات، وحتى الحكومات الوطنية التي تدرك أن إعلان معارضة الدعارة من شأنه أن يؤدي إلى نتائج عكسية في القضاء على فيروس نقص المناعة البشرية/الإيدز بين السكان المعرضين للخطر. وقد أثر هذا التعهد ومتطلبه بمعارضة الدعارة على تمويل العديد من المنظمات التي تعمل بشكل صريح مع العاملين في مجال الجنس من المهاجرين من خلال إلغاء العديد من خدماتهم الاجتماعية وزيادة خطر تعرضهم للإساءة وتقييد حركتهم.

## دراسات الحالة

### هولندا والسويد
تتمتع بلدان الاتحاد الأوروبي بوضع قانوني مختلف فيما يتعلق بالدعارة والعمل الجنسي. لقد كانت دولتان أوروبيتان بمثابة مثالين نموذجيين للاستجابتين القانونيتين الشعبيتين للدعارة: نموذج السويد في تجريم شراء الجنس، ولكن ليس فعل بيعه؛ ونموذج هولندا في تقنين وتنظيم العمل الجنسي. يزعم بعض المدافعين عن حقوق العاملين في مجال الجنس أن النموذج الهولندي في التشريع والتنظيم هو الأكثر إفادة لمعايير العمل وظروف العمل للعاملين في مجال الجنس، في حين يزعم العديد من الناشطين المناهضين للعمل الجنسي أن النموذج السويدي يساعد في القضاء على التجريم غير العادل للبغايا بدلاً من البغايا والمتاجرين بالجنس والقوادين الذين يستغلونهن. كما أن تجريم العملاء والقوادين يتجنب مقاضاة البغايا اللاتي يعتبرن ضحايا للاتجار بالبشر.
ومع ذلك، يزعم العديد من العلماء أن أيًا من هذين النموذجين لم يسفر عن نتائج مختلفة بشكل كبير فيما يتعلق بوضع العاملين في مجال الجنس أو ضحايا الاتجار بالبشر. بل إن كلا النموذجين لم يفعلا سوى تعميق مخاطر العمل الجنسي بالنسبة للفئات الضعيفة التي تعمل في مجال العمل الجنسي، وخاصة العمال المهاجرين المحرومين اجتماعيا واقتصاديا. لقد أدى تجريم مشتري العمل الجنسي إلى خلق مواقف أكثر خطورة للأفراد الذين يستمرون في الانخراط في الجنس التجاري. وفي كثير من الأحيان، لم يعد بإمكانهم إجراء المعاملات في الأماكن العامة لأن عملائهم يخشون الاعتقال والإجراءات القانونية. ونتيجة لذلك، أصبح العمل الجنسي أقل عرضة للتوعية، والمهاجرون الذين يخشون العواقب القانونية على وضعهم القانوني غير راغبين في الانخراط في المواقف التي قد تنطوي على إنفاذ القانون أو تقديم الخدمات.
وبموجب النموذج الهولندي، فإن هذه الفوائد القانونية والحد من المخاطر غير متاحة للعاملين في مجال الجنس المهاجرين الذين يعملون بشكل غير قانوني إلى حد كبير. يتطلب العمل الجنسي المنظم والشرعي تسجيل بيوت الدعارة، واختبارات صحية إلزامية للعاملين في مجال الجنس، والعديد من اللوائح الأخرى الخاصة بمساحات العمل الداخلية واستقطاب العملاء. ونتيجة لذلك، لا يستطيع العمال المهاجرون غير الشرعيين الذين يخشون الترحيل بسبب وضعهم القانوني المشاركة في الإجراءات الورقية الرسمية المرتبطة بالعمل الجنسي القانوني. إنهم يستمرون في التهميش من قبل العاملين في مجال الجنس الأكثر امتيازًا.

### دبي، الإمارات العربية المتحدة
إن الموقع الجغرافي لدولة الإمارات العربية المتحدة يجعلها نقطة انطلاق مهمة للمهاجرين من الشرق الأوسط وأفريقيا وأوروبا الشرقية وجنوب شرق آسيا الذين يرغبون في نهاية المطاف في العمل في أوروبا أو الولايات المتحدة. لقد أدىت الطفرة الاقتصادية التي شهدتها دولة الإمارات العربية المتحدة والتنمية في أوائل ومنتصف العقد الأول من القرن الحادي والعشرين إلى جعلها ليس فقط جذابة للمهاجرين الأجانب، بل وأيضاً معتمدة عليهم. في دبي، يشكل المهاجرون ما يقرب من 90% من السكان. ورغم أن هذه الفئة من السكان المهاجرين متنوعة للغاية من حيث جنسيات المنشأ، فإنها تنقسم إلى مجموعتين ديموغرافيتين رئيسيتين: العمال الفقراء المعرضون للخطر الذين يأتون إلى دبي من خلال عقود عمل مقيدة؛ ورجال الأعمال والممولين الغربيين الأثرياء. يساهم كلا السكان في دبي والإمارات العربية المتحدة بطرق مختلفة للغاية ولكنها مهمة للغاية. في حين يساهم المهاجرون الغربيون الأكثر امتيازًا برأس المال المالي في تطوير المدينة، يساهم المهاجرون الفقراء بمعظم العمل البدني اللازم لبناء الهياكل المادية للمدينة.
إلى جانب الطلب على العمال المهاجرين كان هناك أيضًا طلب على العاملين في مجال الجنس المهاجرين. بسبب التنوع في التركيبة السكانية للأفراد الذين يعيشون ويعملون في دبي ، توجد أيضًا صناعة جنسية تجارية شديدة التنوع ومقسمة طبقيًا لتلبية هذه التنوعات في الخلفية والدخل والطبقة.  على سبيل المثال، يتراوح طيف تنوع العاملين في مجال الجنس بين المهاجرين من نيجيريا وإيران والفلبين وروسيا، حيث يتوافق لون بشرتهم مع السعر الذي يطلبونه والزبائن الذكور الذين يقابلونهم: وكلما كان لون بشرة العاملة في مجال الجنس أفتح، كلما كان الزبائن أكثر غربية وكلما ارتفع السعر. ونتيجة لذلك، فإن أعداد العاملين في مجال الجنس المهاجرين في الإمارات العربية المتحدة متنوعة للغاية ومتزايدة. ومع ذلك، ونظراً لحظر دولة الإمارات العربية المتحدة للدعارة، فإن هؤلاء العاملات في مجال الجنس يظللن إلى حد كبير يعملن في الخفاء، وغير قانونيات، ويعيشن في خوف دائم من تدخل سلطات إنفاذ القانون وإمكانية ترحيلهن.
وبسبب العدد الكبير من العمال المهاجرين في الإمارات العربية المتحدة، وعقود العمل المقيدة، والافتقار إلى الشراكات المناهضة للاتجار بالبشر مع المنظمات غير الحكومية، فقد أعطى تقرير وزارة الخارجية الأمريكية عن الاتجار بالبشر الإمارات العربية المتحدة سلسلة من التصنيفات في ‏ قائمة المراقبة من المستويين الثالث والثاني. ونتيجة لذلك، سمحت الإمارات العربية المتحدة لمنظمات غير حكومية محلية ودولية بالتطور، بما في ذلك تلك التي تعمل على إنهاء الإتجار بالبشر والاتجار بالجنس.

### كندا
لقد برزت كندا كدولة مهمة في مجال عمل المهاجرين في مجال الجنس. شهدت كندا تدفقًا كبيرًا للعاملات في مجال الجنس المهاجرات بسبب الفكرة القائلة بأن الغرب يُنظر إليه باعتباره مكة الفرص. علاوة على ذلك، فإن كندا دولة غنية، وتتخيل بعض النساء أنفسهن يصبحن مواطنات في يوم من الأيام. بدأت العديد من النساء من مختلف أنحاء آسيا، وخاصة النساء التايلانديات، بالهجرة إلى كندا بسبب تدفق العمالة وسياسات الهجرة. كما أن إصلاحات الهجرة في أجزاء من أوروبا جعلت من الصعب على الناس البقاء لفترة طويلة من الزمن.
في التسعينيات، بدأت كندا تصبح أكثر وعياً بالعاملين في مجال الجنس المهاجرين. خلال هذا الوقت كان هناك نقاش وطني حول ما إذا كان ينبغي النظر إلى العمل باعتباره دعارة أو قوة عاملة.  هناك وجهتا نظر يتم اتخاذهما عند التعامل مع الدعارة، إما معاملة النساء كضحايا للاتجار أو كنساء يتصرفن بإرادتهن الحرة. وفقا لليزلي جيفري، فإن الحكومة الكندية لا تقوم بعمل كاف في تنظيم الدعارة. إن اللوم في هذه المشكلة يقع على عاتق النساء وليس الرجال الذين يشترون هذه الخدمات. ويشير جيفري أيضًا إلى الدراسات التي أجريت على النساء التايلانديات والصينيات والتي تشير إلى أنهن لا يُجبرن على العمل في كندا. لقد بادرت الحكومة الكندية مع مرور الوقت إلى سن تشريعات وقائية مختلفة لجعل العثور على عمل جنسي للمهاجرين أكثر صعوبة. إن القوانين مثل قانون حماية حقوق المرأة من الاعتداء الجنسي تجعل من الصعب على النساء طلب الجنس بشكل مباشر. بالإضافة إلى ذلك، مع إقرار مشروع القانون C-36، سيتم تخصيص 20 مليون دولار لمساعدة الأفراد الذين يحاولون ترك الدعارة. جعل هذا القانون من الصعب على النساء الحصول على عملاء وكان لزامًا عليهم أداء الوظائف في سرية. ويؤكد ماكنتاير أن هذه الأنواع من القوانين تجعل العمال المهاجرين الذين يتم ترحيلهم أكثر عرضة للنساء لمخاطر الفقر والإساءة في بلدانهن الأصلية.
تعاني أجزاء مختلفة من كندا من مشاكل مختلفة تتسبب في تعرض النساء لأعمال العنف. وعلى وجه الخصوص، تتعرض العديد من النساء للعنف المرتبط بهذه المهنة، وهو ما لا يتم الإبلاغ عنه في كثير من الأحيان. في تورنتو، لم تبلغ العديد من النساء عن العنف، ولكن في فانكوفر كانت النساء أكثر عرضة للإبلاغ عن أعمال الاعتداء الجنسي.